# 天主教基盧瓦-卡森加教區
天主教基盧瓦-卡森加教區（拉丁語：Dioecesis Kilwaënsis-Kasengaënsis）是剛果民主共和國一個羅馬天主教教區，屬盧本巴希總教區。
教區的前身是姆韋盧湖宗座監牧區，成立於1948年7月8日，1962年8月24日升為教區並易名至今。
教區位於該國東南部加丹加省東部。2006年有教友131,147人（佔轄區總人口31.9%）、十四個堂區、廿七名司鐸。現任教區主教為富爾讓斯·穆特巴·穆加盧。